# Бьянка Фрейре
Бьянка Фрейре (англ. Bianca Freire, род. 29 декабря 1986 года, Кампинас, Бразилия) — бывшая бразильская транссексуальная порноактриса.

## Карьера
Дебютировала в бразильской порноиндустрии в 2006 году, работая на таких сайтах, как Shemale club, Tgiradventures и других. В 2008 году получила международную награду Tranny Awars в номинации «лучшая модель Южной Америки». Снялась более чем в 50 порнофильмах.
У Бьянки есть татуировки — звезда на левом плече, текст Peace of mind («мир в душе», или «душевное спокойствие») и ещё одна звезда на пояснице, а также пирсинг в пупке.

## Награды
| Год  | Церемония     | Номинация                      | Результат |
| ---- | ------------- | ------------------------------ | --------- |
| 2008 | Tranny Awards | Лучшая южноамериканская модель | Победа    |